# Neuluthertum
Das Neuluthertum war eine theologische Strömung des 19. Jahrhunderts innerhalb des lutherischen Protestantismus.
Das Neuluthertum wurzelte in der Erweckungsbewegung und sah seine Aufgabe in „der wissenschaftlichen Vertretung des kirchlichen Bekenntnisses“ (Gottfried Thomasius). Das Festhalten an Schrift und Bekenntnis war Hauptmerkmal des Neuluthertums. Dabei kam es zur scharfen Abgrenzung gegen die Vernunft-Forderung des theologischen Rationalismus, aber auch gegen die Union der Lutheraner mit den Calvinisten (Claus Harms), wodurch sich das Neuluthertum von der Erweckung unterschied.

## Entwicklung
Die Anfänge des neuen lutherischen Konfessionalismus werden in der Regel in Franz Volkmar Reinhards Reformationspredigt zum Neujahr 1800, die allerdings zuerst recht wirkungslos blieb, und in Claus Harms’ Thesen zum Jubiläum der Reformation 1817 gesehen. Schon letzterer setzte sich scharf mit der Preußischen Union auseinander. Weitere Vertreter waren innerhalb der Union August Hahn und Ernst Wilhelm Hengstenberg, deren Ansatz zur Repristination zu zählen ist.
In ähnlicher Weise, in der sich die Erweckung vom neulutherischen Antiunionismus abgrenzte, kam es auch zum Bruch mit vielen Altlutheranern, wie Johann Gottfried Scheibel. Erstmals in aller theologischen Differenzierung vertreten wurde das Neuluthertum in der Erlanger Schule. Ihre Mitbegründer Adolf Harless und Johann von Hofmann wirkten auch auf Leipzig, wo dann die Professoren Karl Friedrich August Kahnis, Christoph Ernst Luthardt und Franz Delitzsch als das sog. „lutherische Dreigestirn“ wirkten. In Neuendettelsau fand sich in Wilhelm Löhe ein wichtiger Anhänger des neuen Luthertums.
In Sachsen wurde das Neuluthertum ferner durch Andreas Gottlob Rudelbach, der von Grundtvig beeinflusst war, in Mecklenburg von Theodor Kliefoth, in Kurhessen von August Vilmar und in Berlin, versehen mit politisch konservativen Zügen von den Brüdern Leopold, Ernst Ludwig und Otto von Gerlach und Friedrich Julius Stahl vertreten. In Hannover fanden sich Ludwig Harms, August Friedrich Otto Münchmeyer, Ludwig Adolf Petri, Gerhard Uhlhorn und weitere Anhänger des Neuluthertums. Die Verbreitung in das deutschsprachige Baltikum gelang zuletzt durch Theodosius Harnack sowie Ernst Sartorius und Friedrich Adolf Philippi. In Dänemark und Schweden (vor allem in der Theologischen Fakultät der Universität Lund) fand sich das Neuluthertum mit starker Akzentuierung des Hegelschen Organismus-Gedankens und in geistiger Nähe zur Stahl-Gruppe bei Ebbe Gustaf Bring, Wilhelm Flensburg und Anton Niklas Sundberg.

## Theologie
In Bezug auf die Bibel wurde die Offenbarung im Neuluthertum nicht mehr als (aufgeschriebene) Lehre, sondern als lebendiges Wirken Gottes gesehen. Das Wort ist Träger Christi (Thomasius, Vilmar). Darauf baut sich eine „Zwei-Naturen-Lehre des Wortes“ (so Theodor Heckel über Harless) auf, die die Beziehung zwischen Wort und Christus derjenigen zwischen seiner menschlichen und seiner göttlichen Natur entsprechen lässt: „Im Christentum ist das Wort Fleisch geworden“ (Höfling). Hierin kommt der große Einfluss Johann Georg Hamanns auf die Erlanger Theologie zum Tragen.
Dementsprechend lag ein starker Akzent auf der Kirche (in extenso bei Löhe, allerdings in Ablehnung des Organismus-Gedankens). Die (fortschreitende) Bildung eines Verständnisses der Offenbarung manifestierte sich (in deutlicher Adaption Hegels) dann in der Bekenntnisbildung. Das Bekenntnis konnte hier und da schon den Rang der Schrift erreichen (am stärksten bei Löhe). Es ist inhaltlich teilweise auf das Augsburger Bekenntnis begrenzt (Vilmar), teilweise als das ganze Konkordienbuch umfassend verstanden (Thomasius).
Auch wurde die Rezeption der Kirchenväter (vor allem der ersten fünf Jahrhunderte) wieder wichtig, in der die rückbezügliche „Katholizität“ der Kirche gesichert sei (vor allem bei Löhe, Vilmar, Delitzsch und ebenso den römischen Katholiken Johann Adam Möhler und John Henry Newman). Von dieser gesicherten Tradition wollte man dann fortschreiten und die Weiterentwicklung betreiben (deutlich bei Löhe, auch bei Kliefoth, Vilmar, Thomasius u. a.). Ebenso wurde die Eschatologie als eine unabgeschlossene betrachtet (Löhe, Kliefoth, Luthardt).
In praktischer Konsequenz wurde lebhaft um das Verständnis von Amt und Kirche gerungen. Nach der Revolution von 1848 stand dann die Verfassungsfrage der Kirche im Mittelpunkt: Entweder ist die Kirche als eine Versammlung der Gläubigen, congregatio sanctorum, zu betrachten (vor allem Höfling, auch die meisten Erlanger und Leipziger) oder sie ist eine „Anstalt“ (Stahl), ein Mittel (Kliefoth, Stahl, Vilmar, Löhe). Zudem tauchte die Frage nach der Akzentuierung der unsichtbaren Kirche (Höfling u. a.) oder der sichtbaren Kirche (vor allem Stahl) auf. (Bei Löhe scheint die unsichtbare Teilmenge der sichtbaren zu sein). Das Amt wurde mehr oder weniger nahe dem allgemeinen Priestertum gesehen, teilweise aber als Gemeinde begründend verstanden (so Löhe gegen Harless). In den Hintergrund rückten Prädestination, Rechtfertigung und die Frage nach Gesetz und Evangelium.
Die erwecklichen Tendenzen wurden in der Akzentuierung der Wiedergeburt sichtbar, in der der Einzelne den objektiven Gehalt des Wortes subjektiv nachvollzieht. Der Akt, durch den die Wiedergeburt möglich wird, ist hiernach der Glaube. Die Wiedergeburt ist die „fortwerdende Menschwerdung Gottes“ (Kliefoth, Thomasius). Das Neuluthertum wäre dann Erfahrungstheologie und die Erfahrung läge im objektiven Offenbarungsgeschehen, das sich im subjektiven Glaubensakt ausdrückte, durch ihn hindurch sichtbar würde.
Aufgenommen wurden auf diese Weise romantische wie auch idealistische Inhalte. So wurde der Organismusbegriff und seine Vorstellung von der Entwicklung der Philosophie Georg W.F. Hegels und Friedrich Schellings entlehnt.
Der Verlauf der Geschichte des Neuluthertums ist dann aber durchaus heterogen. Es konnte zur Restauration orthodoxer Bibeltheologie („Biblizismus“) (so bei Friedrich Adolf Philippi und Carl Ferdinand Wilhelm Walther) oder zu Repristination (bei Hengstenberg) kommen.